# الصحة في البوسنة والهرسك

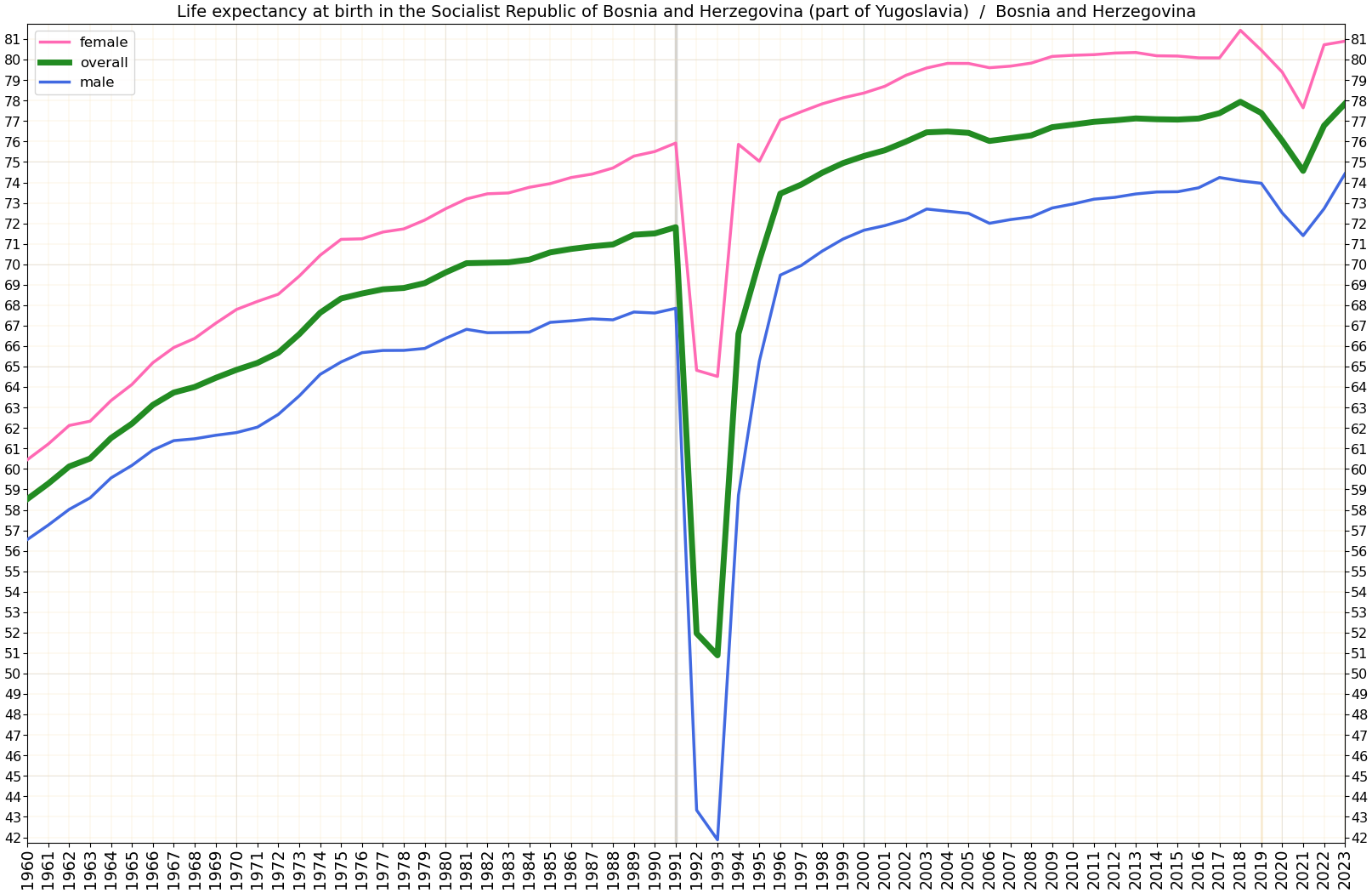
متوسط العمر المتوقع في البوسنة والهرسك حسب البنك الدولي

الصحة في البوسنة والهرسك تأثرت بحروب البلقان في أوائل التسعينيات والتي أعلنت خلالها البوسنة والهرسك استقلالها. واجهت البوسنة والهرسك العديد من التحديات خلال الحرب بما في ذلك التفجيرات في جميع أنحاء البلاد التي دمرت الكثير من البنية التحتية. استولت الأنظمة الموازية على البوسنة والهرسك وقلبت البلاد رأسا على عقب بالألغام الأرضية والرصاص والتفجيرات. أدت الحرب إلى نزوح أكثر من 800.000 لاجئ وقتل أكثر من 100.000 شخص. تألفت الحرب في البوسنة والهرسك أيضا من «تطهير» عرقي لمسلمي البوسنة بدأه صرب البوسنة والذي تضمن احتواء البوشناق في معسكرات الاعتقال. انتهت الحرب بمشاركة الناتو واتفاقية دايتون في عام 1995. تقر اتفاقية دايتون بالبوسنة والهرسك كدولة ديمقراطية وتتجه البلاد نحو المبادئ الأساسية التي تصاحب ذلك مثل الحقوق المدنية والمساواة. خلال الحرب كان هناك قدر ضئيل من الاهتمام الذي أولي لمعايير الصحة وتوقفت مخاوف الصحة العامة الرئيسية مثل مكافحة الآفات والنظافة والتطهير وبرامج الاستيراد والتصدير. أثرت الحرب على البوسنة والهرسك من نواح كثيرة. لم تفقد الدولة التي مزقتها الحرب الكثير من البنية التحتية فحسب بل تأثر أيضا الاقتصاد والنظام الحكومي. تشير التقديرات إلى أنه لا يزال هناك آلاف الأشخاص يعيشون كلاجئين ولا يزال جزء كبير من السكان يندرج تحت فئة اللاجئين أو المشردين التابعة للأمم المتحدة. تشمل أوجه القصور في نظام الرعاية الصحية الحالي نقص التواصل بين مراكز الرعاية الصحية ونقص المهارات ونقص المعايير الموحدة في جميع أنحاء البلاد.

## مشاكل صحية
أدت الحرب إلى تدهور الأوضاع الاجتماعية والاقتصادية لمواطني البوسنة والهرسك وأثارت مخاوف صحية جديدة وتسببت في تغيرات وبائية وغيرت تركيز المجتمع. بعض العوامل البيئية التي كان لها تأثير على الصحة تشمل محدودية مواقع التخلص من النفايات ونقص المياه وتدمير البنية التحتية. يعد التدخين مشكلة كبيرة فضلا عن زيادة تعاطي المخدرات والكحول بعد الحرب. ظهر اضطراب ما بعد الصدمة بالإضافة إلى الصدمات النفسية الأخرى بأعداد كبيرة بعد الحرب. كانت الحرب في البوسنة والهرسك مختلفة عن حروب العصر الحديث الأخرى من حيث السبب الرئيسي للوفاة. عادة ما يكون السبب الرئيسي لوفاة المدنيين هو تفشي الأمراض المعدية ولكن في البوسنة والهرسك كان السبب الرئيسي للوفاة هو الصدمات المرتبطة بالحرب.
في عام 2015 قدر أن 12.01٪ من السكان مصابون بمرض السكري بتكلفة 523 دولارا للشخص الواحد سنويا. كان لديها رابع أعلى معدل للمدخنين الذكور في أوروبا - 47٪.

### الصدمات والاضطرابات النفسية
أدت الحرب إلى زيادة أعداد الصدمات والاضطرابات النفسية. يمكن أن يتسبب ذلك في مواجهة الفرد لمشاكل في القوى العاملة بالإضافة إلى حياته الشخصية والعائلية ويمكن أن يؤدي إلى الانتحار. حاليا في البوسنة والهرسك قسم الطب النفسي والأمراض العصبية هو قسم واحد فقط دون تمييز بينهما. يمكن أن يتسبب هذا في ظهور مشكلات بين المرضى بالإضافة إلى نقص التخصص عندما يتعلق الأمر بالعلاج. يعد اضطراب ما بعد الصدمة اضطرابا متصاعدا في بلد ما بعد الحرب ومع ذلك لا يوجد سوى القليل جدا من العلاج أو التركيز على المرض. يتم معظم العلاج من خلال المنظمات غير الحكومية والتي ستغادر البوسنة والهرسك في نهاية المطاف.

## المشاكل
تتضمن بعض المشكلات التي تواجهها البوسنة والهرسك حاليا فيما يتعلق بتحسين نظام الرعاية الصحية لديها من أجل معالجة المخاوف الصحية المتزايدة حقيقة أنه لا توجد بنية تحتية تقنية كافية وقدرة إدارية لإحداث تغيير على المدى القصير. هناك أيضا عملية تنظيمية ضعيفة بالإضافة إلى نقص في التواصل بين المستويات المحلية والمركزية لنظام الرعاية الصحية. كما لا تزال البلاد تتلقى مساعدات من مصادر دولية تفتقر أيضا إلى التنسيق بين الخدمات والرعاية الدولية والمحلية ولا يعمل المصدران كموفر واحد ولكن كمقدمين منفصلين للرعاية.
وفقا لبعض برامج الخبراء التي أطلقتها المنظمات غير الحكومية والأمم المتحدة وحلف شمال الأطلسي على سبيل المثال لا الحصر ركزت بشكل أكبر على الآثار طويلة المدى بدلا من التركيز على الإصلاحات طويلة الأجل وكذلك قصيرة الأجل. في العديد من الأماكن ركزت البرامج على الأوساط الأكاديمية لتحسين المعرفة الطبية والمدارس قبل أن يتمكن الناس من الوصول إلى احتياجات الصحة العامة الأساسية مثل المياه النظيفة.

## الإصلاحات والبرامج
تم تنفيذ برنامج الاتحاد الصحي لعام 1994 كجزء من عملية الإصلاح. وشمل ذلك مجموعة من المقترحات من قبل وزارة الصحة ووضعت قانونين جديدين وهما قانون الرعاية الصحية وقانون التأمين الصحي. يركز قانون الرعاية الصحية على تقديم الخدمات ونموذج طب الأسرة. يضمن قانون التأمين الصحي أن يتلقى كل شخص حزمة رعاية صحية أساسية بغض النظر عن الدخل والموارد المتاحة. ركز برنامج أطلقه المجلس القومي للبحوث بعنوان «الصدمة والمصالحة في البوسنة والهرسك» على إجراء البحوث مع تضمين الخبرة عبر الثقافات للخبراء الأمريكيين والبوسنيين. نظم البرنامج اجتماعات مع مهنيين من مجموعة متنوعة من المنظمات بما في ذلك المنظمات غير الحكومية ودور الأطفال والمنظمات النسائية لاكتساب منظور محلي حول ما يجب القيام به للمساعدة في معالجة المشكلات الصحية المتزايدة بسبب الحرب التي تسببت في الصدمات. وخلصوا إلى أن حوالي 18٪ -38٪ من السكان يعانون من اضطراب ما بعد الصدمة أثناء الحرب أو بعدها. تم إطلاق برامج أخرى مثل تلك التي نظمتها أطباء بلا حدود وبرنامج هارفارد للصدمات للاجئين والمركز الدولي للصدمات النفسية والاجتماعية بجامعة ميسوري كولومبيا تم إطلاقها جميعا بهدف المساعدة في توفير مزيد من التعليم لأطباء الأسرة عندما يتعلق الأمر بالصدمات والقضايا النفسية. كما قادت الوكالة السويسرية للتنمية والتعاون برنامج «الصحة العقلية» للمساعدة في معالجة مشاكل الصدمات التي قد يواجهها هؤلاء السكان الضعفاء. يعالج هذا البرنامج المشكلة من خلال توفير الدعم المالي للمشاريع والإصلاحات الأخرى الجارية وتوفير تدريب إضافي للخبراء والمساعدة في معالجة وصمة العار لدى الجمهور المرتبطة بقضايا الصحة النفسية. يشمل برنامج «الصحة العقلية» أكثر من 55 بلدية في جميع أنحاء البوسنة والهرسك ويركز على المساعدة في مكافحة وصمة العار السلبية المرتبطة بالصحة العقلية ويحث الناس على طلب المساعدة.